# Хмельницький торговельно-економічний фаховий коледж

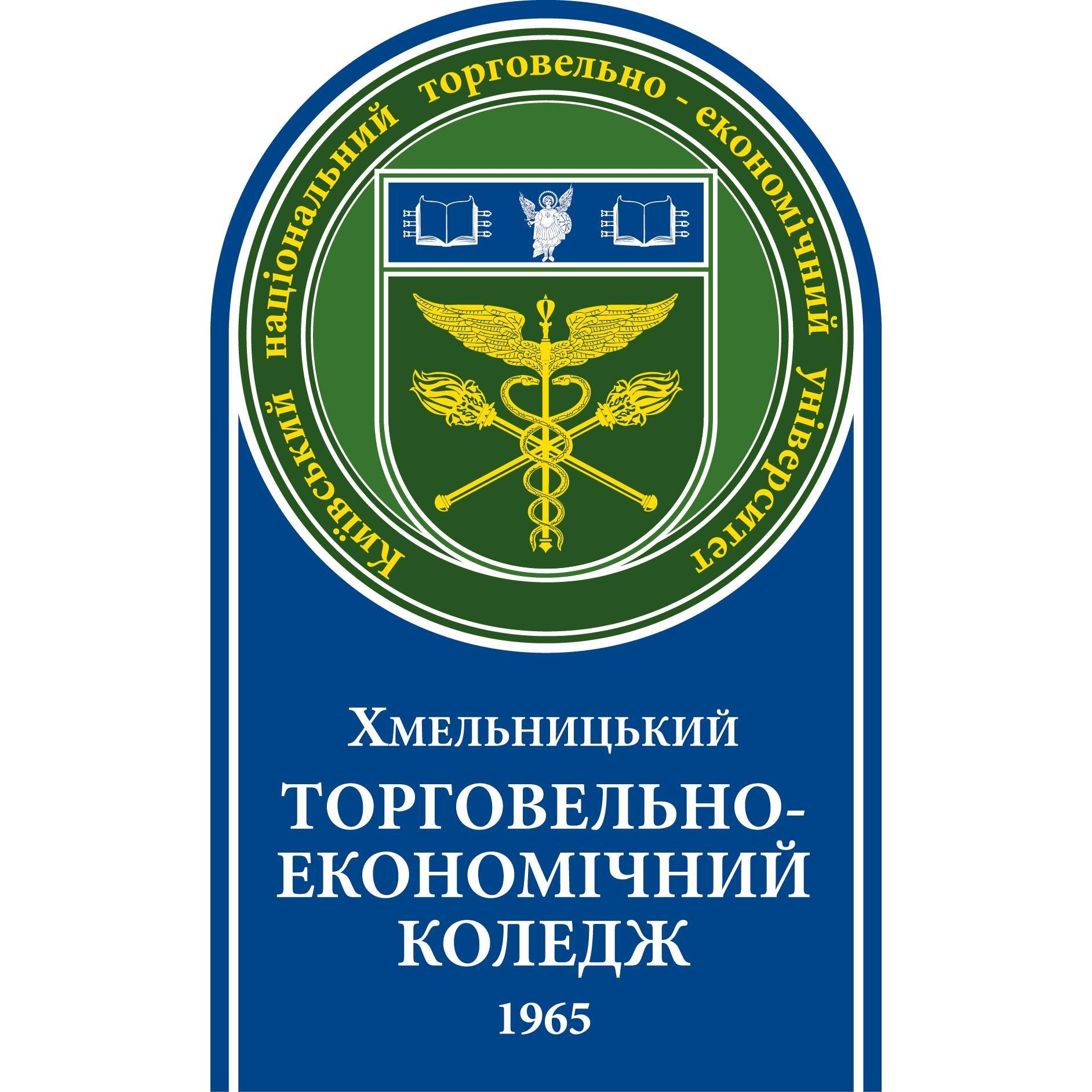

Відокремлений структурний підрозділ "Хмельницький торговельно-економічний фаховий коледж Державного торговельно-економічного університету" (ВСП "ХТЕФК ДТЕУ") - державний заклад фахової передвищої освіти, заснований у 1965 р., з 1997 р. структурний підрозділ Державного торговельно-економічного університету, що розташований у м. Хмельницькому.

## Історія
З 1 липня 1965 року на базі існуючої школи торгово-кулінарного учнівства наказом Міністерства торгівлі УРСР від 15.05.1965 р. № 191 «Про заходи по поліпшенню підготовки кадрів для торгівлі та громадського харчування» створено Хмельницький технікум радянської торгівлі. Підготовка фахівців здійснювалася за денною та заочною формами навчання зі спеціальностей «Товарознавство і організація торгівлі продовольчими товарами», «Товарознавство і організація торгівлі промисловими товарами», «Технологія приготування їжі»
1969-1986 рр. – навчальний заклад стрімко розвивався, було збудовано чотирьохповерхове приміщення студентського гуртожитку по вул. Тернопільській, буд. 5.
З 1980 року технікум перейшов на підготовку спеціалістів на базі повної середньої освіти.
1987 рік – закінчено будівництво їдальні коледжу.
За наказом Міністерства торгівлі України № 91 від 19.01.1991 року технікум було перейменовано у Хмельницький комерційний технікум, розпочато підготовку фахівців за спеціальністю «Комерційна діяльність».
З 1997 року наказом Міністерства освіти України №128 п.3 від 20.06.1997 року технікум перейменовано у Хмельницький економічний технікум і включено до складу Київського державного торговельно-економічного університету.
З 1998 року в технікумі розпочата підготовка молодшого спеціаліста зі спеціальностей «Фінанси» та «Біржова діяльність».
З 2005 року розпочато підготовку молодших спеціалістів за спеціальностями «Комерційна діяльність» та «Діловодство».
За наказом ДТЕУ № 258 від 31.01.2006 відповідно до наказу Міністерства освіти і науки України № 45 від 26.01.2006 «Про реорганізацію Хмельницького торговельно-економічний фаховий коледж ДТЕУ» створено Хмельницький торговельно-економічний коледж ДТЕУ як відокремлений структурний підрозділу Державного торговельно-економічного університету.
У 2013 році отримано Сертифікат на систему управління якістю, який посвідчує, що система управління якістю стосовно надання освітянських послуг відповідає вимогам ДСТУ ISO 9001 : 2009 «Система управління якістю. Вимоги».
З 2014 року здійснюється набір студентів за спеціальностями «Бухгалтерський облік» та «Інформаційна діяльність підприємства».
У жовтні місяці 2015 року на Всеукраїнському конкурсі якості продукції (товарів, робіт, послуг) «100 кращих товарів України» коледж став переможцем у номінації «Освітянські послуги».
У 2017 на базі ХТЕК КНТЕУ відкрито  інформаційно-консультативний пункт ВТЕІ КНТЕУ для здобуття освітнього ступеня бакалавр (на основі молодшого спеціаліста, фахового молодшого бакалавра) за спеціальностями 072 Фінанси, банківська справа та страхування, 076 Підприємництво, торгівля та біржова діяльність, 051 Економіка та 181 Харчові технології.
З 2018 року здійснюється набір на основі повної загальної середньої освіти та на основі освітньо-кваліфікаційного рівня молодший спеціаліст/освітньо-професійного ступеня фаховий молодший бакалавр для здобуття освітнього ступеню бакалавр за спеціальністю 071 «Облік і оподаткування».
З 2020 року розпочато підготовку фахових молодших бакалаврів за спеціальностями «Готельно-ресторанна справа» та «Менеджмент».

На сьогодні ВСП "ХТЕФК ДТЕУ" – це сучасний навчальний заклад з міцною матеріально-технічною базою, високопрофесійним педагогічним колективом. Рейтинг навчального закладу за визначенням Департаменту освіти і науки освіти і науки Хмельницької обласної державної адміністрації – 2-ге місце серед 15 навчальних закладів області І-го рівня акредитації.

## Адміністрація
Ректор ДТЕУ Мазаракі Анатолій Антонович – доктор економічних наук, професор, академік Національної академії педагогічних наук України, заслужений діяч науки і техніки України, лауреат Державної премії України в галузі науки і техніки, кавалер орденів князя Ярослава Мудрого V і IV ступенів, кавалер орденів «За заслуги» І, ІІ і ІІІ ступенів ордену Почесного легіону Французької республіки, лауреат Премії Кабінету Міністрів України за розроблення і впровадження інноваційних технологій, член наукової ради МОН України, голова редколегій журналів «Вісник КНТЕУ», «Товари та ринки», «Зовнішня торгівля: економіка, фінанси, право», член редколегії журналу «Економіка України».
Директор ВСП "ХТЕФК ДТЕУ" Гребінська Світлана Іванівна – кандидат економічних наук, доцент, член Науково-методичної комісії (підкомісії) 015 Професійна освіта (за спеціалізаціями) сектору фахової передвищої освіти Науково-методичної ради МОНУ згідно наказу МОН від 22.10.2020 № 1297; експерт з акредитації освітньої-професійних програм ДСЯО Наказ «Щодо утворення акредитаційної комісії» від 06.10.2022 № 1-10/97.); член Хмельницької обласної організації Спілки економістів України, Міжнародної громадської організації «Рада незалежних бухгалтерів та аудиторів». Автор більше 90 наукових праць, учасник більше 40 науково-теоретичних, науково-практичних та науково-методичних конференцій України та зарубіжних країн. Як, викладач, Світлана Іванівна має кваліфікаційну категорію «спеціаліст вищої категорії» та педагогічне звання «викладач-методист».
Директори
Кушнір Василь Петрович (1965-1969 рр.)
Іващенко Андрій Микитович (1969-1986 рр.)
Гурницька Лідія Яківна (1986-2008 рр.)
Трішкіна Ніна Іванівна (2008-2018 рр.)
Гребінська Світлана Іванівна (з 2018 по даний час)

## Структура
Відділення управління та адміністрування - спеціальності D2 Фінанси, банківська справа, страхування та фондовий ринок, D1 Облік і оподаткування, D3 Менеджмент, D5 Маркетинг.  Також на відділенні здійснюється підготовка фахівців за ступенем вищої освіти "бакалавр" за спеціальністю D1 "Облік і оподаткування. 
Відділення підприємництва та технологій - спеціальності G13 Харчові технології, J2 Готельно-ресторанна справа та кейтеринг, D7 Торгівля. 
Відділення курсової підготовки і підвищення кваліфікації здійснює підготовку фахівців за напрямами підготовки: 
Курсова підготовка:
·  Кухар 3 розряду;
Підвищення кваліфікації:
·   Основи підприємницької діяльності;
·  Кухар 5 розряду;
Підготовка громадян України до вступу у вищі навчальні заклади (підготовчі курси).
Заочне відділення
| Освітньо-професійні програми: | термін навчання  | сертифікати ЗНО                                                                                   |
| - Фінанси та кредит           | 2 роки 5 місяців | Укр. мова і література, Математика або Історія України та без ЗНО/НМТ за вступними випробуваннями |
| - Оціночна діяльність         | 2 роки 5 місяців | Укр. мова і література, Математика або Історія України та без ЗНО/НМТ за вступними випробуваннями |
| - Маркетингова діяльність     | 2 роки 5 місяців | Укр. мова і література, Географія або Історія України та без ЗНО/НМТ за вступним випробуванням    |
| - Харчові технології          | 2 роки 5 місяців | Укр. мова і література, Географія або Історія України та без ЗНО/НМТ за вступним випробуванням    |

## Здійснюється підготовка фахівців за спеціальностями:
Спеціальність D1 Облік і оподаткування
Здійснює підготовку фахівців за ОПП  "Облік і оподаткування" 
Фаховий молодший бакалавр за ОПП «Облік і оподаткування» може займати посади головного касира; завідувача каси; асистента бухгалтера-експерта; бухгалтера і касира-експерта; податкового інспектора; інспектора з інвентаризації, ревізора; касира (в банку, на підприємстві, організації, в установі); агента страхового.
Термін навчання – 2 роки 10 місяців на основі загальної середньої освіти (9 класів)
Бакалавр з D1 ОПП "Обліку і оподаткування" отримує фундаментальну теоретичну і практичну підготовку щодо ведення бухгалтерського, управлінського, податкового та статистичного обліку, аудиту, оптимізації оподаткування, аналізу фінансового стану підприємств України різних форм власності.
Сфера застосування: на сьогодні дана професія відноситься до найбільш затребуваних на ринку праці, спеціалісти можуть працювати як на підприємствах будь-якої організаційно-правової форми, в банках, державних організаціях і установах (зокрема, в Державній податковій службі України та Державній аудиторській службі України), так і вести приватну практику у сфері податкового едвайзингу.
Термін навчання: 3 роки 10 місяців на основі повної загальної середньої освіти та сертифікатів ЗНО.
Термін навчання: 2 роки 10 місяців на основі освітньо-кваліфікаційного рівня «молодший спеціаліст», освітньо-професійного ступеня «фаховий молодший бакалавр».
Спеціальність D2 Фінанси, банківська справа, страхування та фондовий ринок
Здійснює підготовку фахівців за ОПП:
-     Фінанси і кредит
Фаховий молодший бакалавр з фінансів та кредиту може займати посади: бухгалтер касир-експерт;  податковий інспектор; статистик; контролер-ревізор; інкасатор; інспектор з контролю цінами; ревізор; обліковець; касир (в банку, на підприємстві, організації, в установі); агент страховий; брокер з цінних паперів (посередник); дилер (продавець) цінних паперів.
Термін навчання 
– 2 роки 10 місяців на основі базової середньої освіти (9 класів), 
- 1 рік 10 місяців на основі повної загальної середньої освіти (11 класів).
-   Оціночна діяльність
Отримавши диплом фахового молодшого бакалавра з оціночної діяльності, випускник здатний займати посади: брокер з цінних паперів; маклер біржовий; дилер з цінних паперів; торгівець нерухомістю; агент торгівельний; торгівельний брокер; обліковець (реєстрація бухгалтерських даних); касир (на підприємстві, в установі, організації); бухгалтер.
Термін навчання:
– 2 роки 10 місяців на основі базової середньої освіти (9 класів).
– 1 рік 10 місяців на основі повної загальної середньої освіти (11 класів).
Спеціальність D5 Маркетинг
Здійснює підготовку фахівців за ОПП "Маркетингова діяльність"
Фаховий молодший бакалавр з маркетингу здатний займати посади: дилера, маклера біржового, технічний та торговельний представник, агент, агент комерційний, агент торгівельний, торгівельний брокер, агент рекламний, представник з реклами, мерчендайзер, організатор зі збуту, фахівець з інтерв'ювання.  
Термін навчання:  
– 2 роки 10 місяців на основі базової середньої освіти (9 класів).
Спеціальність D7 Торгівля
Здійснює підготовку фахівців за ОПП:
- Електронна торгівля
Фаховий молодший бакалавр за ОПП «Електронна торгівля» здатний виконувати роботи повязані зі здійсненням комерційних операцій за допомогою електронних засобів, зокрема, через інтернет. Дана ОПП включає вивчення особливостей продажу товарів і послуг, а також інші види бізнес-діяльності, що відбуваються онлайн через веб-сайти та мобільні додатки. 
Термін навчання:
– 2 роки 10 місяців на основі базової середньої освіти (9 класів).
-  Підприємництво, торгівля та управління бізнесом
Фаховий молодший бакалавр за ОПП «Підприємництво, торгівля та управління бізнесом» здатний виконувати професійну роботу на посадах: завідувач секції, завідувач відділу, фахівець з біржових операцій, агент комерційний, агент торгівельний, комівояжер, товарознавець, організатор з постачання, організатор зі збуту, торгівельний брокер (маклер), експедитор транспортний, інспектор торговельний, інспектор-товарознавець.
Термін навчання:
– 2 роки 10 місяців на основі базової середньої освіти (9 класів);
– 1 рік 10 місяців на основі повної загальної середньої освіти (11 класів).
- Агробізнес та підприємництво
Фаховий молодший бакалавр за ОПП "Агробізнес та підприємництво" це фахівець з підприємництва та торгівлі здатний виконувати  професійну роботу на посадах: керівника виробничих підрозділів в оптовій та роздрібній торгівлі, завідувача відділу, агента комерційного, агента торговельного, комівояжера, товарознавця, організатора з постачання, організатора зі збуту, торговельного брокера (маклера), експедитора транспортного.        
Термін навчання:        
– 2 роки 10 місяців на основі базової середньої освіти (9 класів).
Спеціальність D3 Менеджмент
Здійснює підготовку фахівців за ОПП "Логістичний менеджмент"
Фаховий молодший бакалавр приймає управлінські рішення у сфері логістики, які спрямовані на формування сучасного менеджменту логістичних бізнес-процесів; принципів функціонування управлінських систем; методів та прийомів аналітичної роботи; інструментарію прогнозування розвитку підприємств та організацій різних видів економічної діяльності та форм господарювання; забезпечення економічної безпеки суб’єктів господарювання; формування стратегій розвитку підприємств в умовах міжнародних інтеграційних процесів. Випускники можуть займати наступні посади: помічник керівника підприємства (установи, організації), помічник керівника іншого основного підрозділу, помічник керівника малого підприємства без апарату управління, референт з  основної діяльності.  
Термін навчання  
– 3 роки 5 місяців на основі базової середньої освіти (9 класів).
Спеціальність G13 Харчові технології
Здійснює підготовку фахівців за ОПП "Виробництво харчової продукції"
Фахівець з Виробництва харчової продукції здатний виконувати зазначену роботу і може займати первинні посади за Державним класифікатором України: керуючий (менеджер) підприємством харчування, завідувач підприємства громадського харчування, начальник виробництва (в закладах харчування), керуючий рестораном (кафе, їдальнею), технік-технолог з технології харчування, завідувач виробництва в закладах харчування, шеф-кухар, адміністратор залу (в закладах харчування), виробник харчових напівфабрикатів 5-й розряд, кухар 6-й розряд, кухар 5-й розряд, кухар дитячого харчування 5-й розряд, кондитер 5-й розряд, бармен 5-й розряд, офіціант, метрдотель, член бригади ресторану.
Термін навчання 
– 3 роки 5 місяців на основі базової середньої освіти ( 9 класів), 
-- 2 роки 5 місяців на основі повної загальної середньої освіти (11 класів).
Спеціальність J2 Готельно-ресторанна справа та кейтеринг
Здійснює підготовку фахівців за ОПП "Готельно-ресторанна справа"
Фахівець з готельно-ресторанної справи, здатний на основі засвоєння теоретичних знань та практичних навичок здійснювати професійну діяльність, спрямовану на організацію процесу обслуговування споживачів готельно-ресторанного комплексів.
Посади, які можуть займати фахові молодші бакалаври з готельно-ресторанної справи: фахівець з гостинності; фахівець з готельної справи; фахівець з ресторанної справи; фахівець з організації дозвілля; фахівець з готельного обслуговування; помічник керівника підприємства; помічник керівника малого підприємства без апарату управління; технік-технолог з технології харчування; майстер готельного обслуговування; майстер ресторанного обслуговування; інструктор з навчання закладу ресторанного господарства; працівник закладу ресторанного господарства; шеф-кухар; кухар; метрдотель; сомельє; бариста; бармен; офіціант; буфетник; консьєрж готельного комплексу.
Термін навчання:
– 2 роки 10 місяців на основі базової середньої освіти ( 9 класів).

## Відомі випускники
Мацько Віталій Петрович — український  літературознавець, прозаїк, поет, перекладач, краєзнавець, журналіст. Член Національної спілки письменників України з 2000 року, член Національної спілки журналістів України з 1984 року, доктор філологічних наук (2010), професор (2013). Лауреат Хмельницької обласної премії імені Тараса Шевченка за 2007 рік, а також імені Микити Годованця (2003), імені Григорія Костюка (2005).
Посудевська Юлія Валеріївна, комерційний директор ТзОВ «Інтерпродсервіс», в 2011 році була нагороджена оргкомітетом Національного бізнес-рейтингу орденом «Бізнес слава» за вагомий внесок у розвиток економіки України.
Дівіцька (Губаренко) Любов Павлівна, з 2004 року шеф-кухар ресторану «СВ», в 2008 році зайняла перше місце у конкурсі «Кухар міста».
Дячук Галина Григорівна, директор колективного підприємства «Їдальня 33», м. Хмельницький. У 2006 р. згідно Національного бізнес-рейтингу колектив підприємства визнано лідером галузі, а його керівник — «Людиною року 2006».
Тукало Тетяна Василівна, Працює завідувачкою виробництва виробничого об'єднання Київського національного торговельно-економічного університету понад 20 років. Нагороди: звання «Заслужений працівник сфери послуг» (2003), Подяка Кабінету Міністрів України (2001), золота медаль «Кращий кухар року» (2001), бронзові медалі на Міжнародному конкурсі кулінарного мистецтва «Смак життя» (о. Мальта, 2001, 2003; Туреччина 2003), срібна медаль Національної українського кулінарного конкурсу (2002), «Знак професійної пошани» III, II та І ступенів, золота та срібна медалі на Міжнародному конкурсі «Смак життя» (о. Крит, 2006, 2007), кубок «Гран-прі» на Міжнародних змаганнях в Україні (2007), почесне звання «Жінка року–2007».
Худецький Віталій Володимирович, У 2004 році закінчив Хмельницький економічний технікум КНТЕУ, за спеціалізацією - «Оцінка цілісного майна, операції з нерухомістю» з відзнакою. Член комісії з питань містобудування, земельних відносин та охорони навколишнього природного середовища. Заступник голови лічильної комісії Хмельницької міської ради сьомого скликання. Член постійно діючої комісії з питань самочинного будівництва Член робочої групи з вивчення питання щодо створення органів самоорганізації населення. 2018 року член політичної партії Всеукраїнське об’єднання «Батьківщина». 